# Janusz Koza
Janusz Adam Koza (ur. 4 stycznia 1962 w Kielcach) – polski polityk, urzędnik, poseł na Sejm I i II kadencji, samorządowiec.

## Życiorys
Ukończył w 1990 studia w Instytucie Historii Wyższej Szkoły Pedagogicznej w Kielcach. W latach 1991–1997 z ramienia Konfederacji Polski Niepodległej sprawował mandat posła I i II kadencji. Później działał w KPN-OP i Akcji Wyborczej Solidarność. W latach 1998–2002 był dyrektorem generalnym Świętokrzyskiego Urzędu Wojewódzkiego, który w 2001 zdobył tytuł „najbardziej przyjaznego urzędu administracji rządowej” w konkursie organizowanym przez szefa Służby Cywilnej.
W 2004 objął stanowisko sekretarza miasta Kielce. W 2006 został wybrany do sejmiku świętokrzyskiego jako jedyny radny z listy Komitetu Wyborczego Wyborców Porozumienie Samorządowe Wojciech Lubawski. Cztery lata później uzyskał reelekcję z Komitetu Wyborczego Wyborców Porozumienie Samorządowe. W 2011 kandydował do Senatu z ramienia KWW W. Lubawskiego – Senat dla Obywateli (związanego z Unią Prezydentów – Obywatele do Senatu), zajmując przedostatnie miejsce spośród 7 kandydatów. W 2014 i 2018 ponownie zostawał radnym sejmiku (z listy Prawa i Sprawiedliwości, w ramach sojuszu Porozumienia Samorządowego z tą partią). W 2021 opuścił klub radnych PiS, co spowodowało utratę większości przez to ugrupowanie. W 2022 został sekretarzem miasta Starachowice.
Uczestnik Marszu Szlakiem I Kompanii Kadrowej na trasie Kraków – Kielce, odznaczony Srebrnym Krzyżem Zasługi (2000) i Medalem Pro Memoria. Został przewodniczącym Stowarzyszenia Obywatelski Komitet Budowy Pomnika Marszałka Józefa Piłsudskiego w Kielcach.